# Thierry Fondelot
Thierry Fondelot (Marsella, Francia, 19 de junio de 1970) es un exfutbolista y político de Martinica que jugaba en la posición de centrocampista.

## Carrera

### Club
| Periodo   | Club               |
| --------- | ------------------ |
| 1992-2003 | Golden Star        |
| 2003-2015 | Aiglon du Lamentin |

### Selección nacional
Jugó para Martinica en 14 ocasiones de 1993 a 2010 y anotó cuatro goles; y participó en dos ediciones de la Copa de Oro de la Concacaf y fue finalista la Copa del Caribe de 1993.

## Tras el retiro
Al retirarse como futbolista pasó a dedicarse a la política, donde fue canciller suplente y presidente de la Comisión de Deportes de Martinica.

## Logros
- Copa de Martinica (1): 2008/09